# Heinrich Frevert
Friedrich Heinrich Ernst Frevert (* 16. Februar 1862 in Niedermeien bei Kalletal; † 21. Mai 1939 in Hardissen, Stadt Lage (Lippe)) war  ein deutscher Landwirt und Mitglied des Landtags Lippe.

## Leben
Frevert wurde als ältester Sohn des Landwirts Heinrich Frevert und dessen Ehefrau Wilhelmine Frevert geb. Tölkemeier geboren. Er bewirtschaftete den elterlichen Landwirtschaftsbetrieb und erwarb 1909 zwei weitere Höfe, die er allerdings 1930 verkaufen musste.
Von 1909 bis 1918 hatte er als Abgeordneter der Konservativen Partei ein Mandat für Lippischen Landtag. Er war ein Freund des Generalsuperintendenten August Wessel, der 1919 dem Landtag Lippe angehörte und sein Mandat niederlegte.
Frevert  musste Kriegsdienst leisten und war Staffel-Kommandeur im Westfälischen Train-Bataillon Nr. 7 mit dem Standort in Münster.

### Öffentliche Ämter
- Vorsitzender der Landwirtschaftskammer für Lippe

### Familie
Frevert hatte am 14. Juni 1890 Adelheid Vitters (1856–1921) geheiratet. Aus der Ehe sind drei Kinder, darunter Erich (* 1891, Offizier) und Wolfgang (* 1894, Landwirt) hervorgegangen.

### Auszeichnungen
- Eisernes Kreuz I. und II. Klasse
- Lippischer Hausorden Ritterkreuz